# 紹薩科查湖
7°47′42″S 77°59′24″W / 7.79500°S 77.99000°W
紹薩科查湖（西班牙語：Laguna Sausacocha），是秘魯的湖泊，位於該國西北部拉利伯塔德大區，由桑切斯卡里翁省的瓦馬丘科區負責管轄，面積5.74平方公里，海拔高度3,290米，最大水深12米。